# Helnæs Sogn

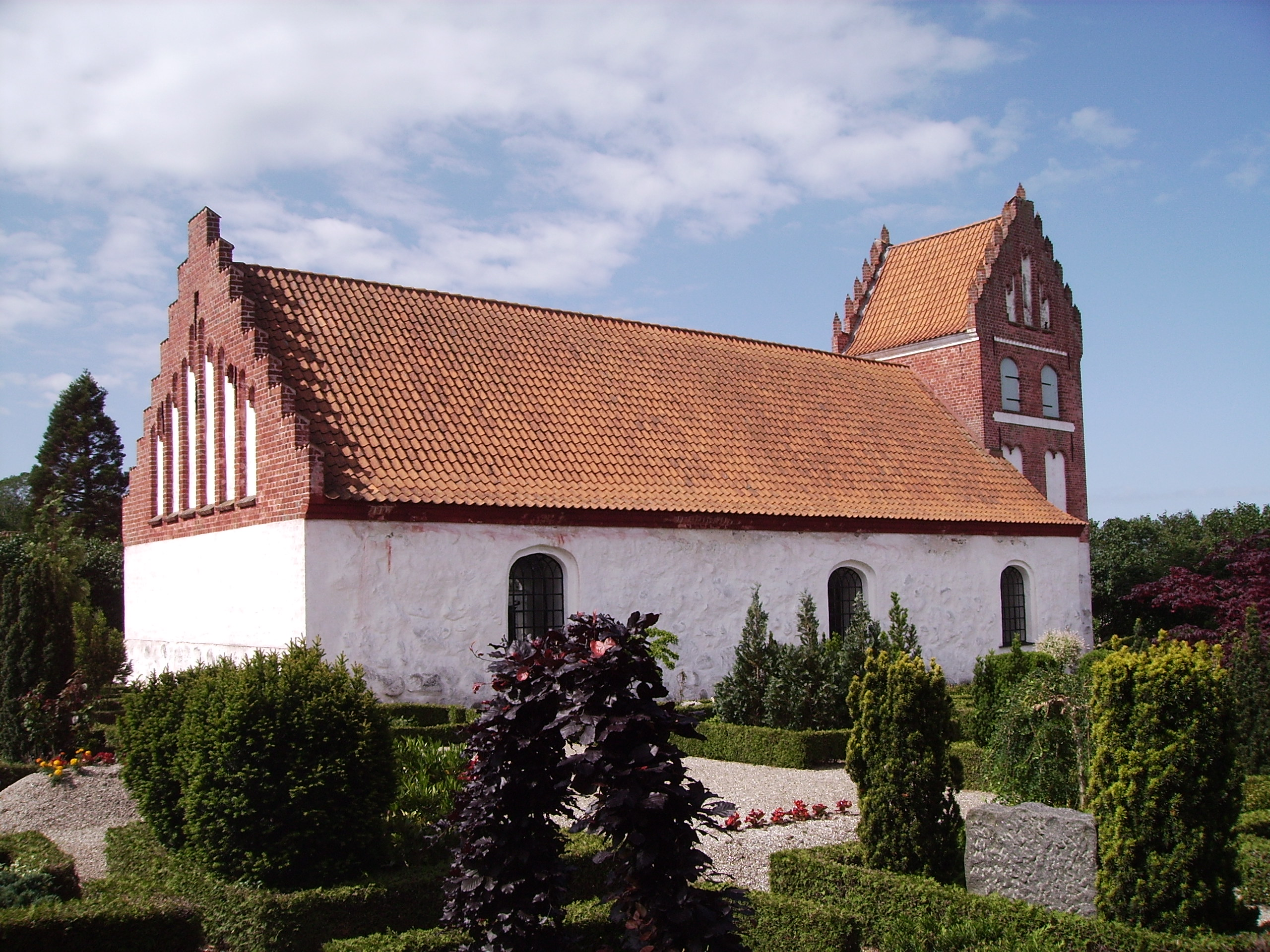
Helnæs Kirke

Helnæs Sogn ist eine Kirchspielsgemeinde (dän.: Sogn)
auf der Halbinsel Helnæs vor der Insel Fyn (dt.: Fünen)
im südlichen Dänemark. Bis 1970 gehörte sie zur Harde Haarby Herred im damaligen Odense Amt, danach zur Assens Kommune im
Fyns Amt, die im Zuge der  Kommunalreform zum 1. Januar 2007 in der
„neuen“
Assens Kommune in der Region Syddanmark aufgegangen ist.
Im Kirchspiel leben 222 Einwohner (Stand: 1. Januar 2023).
Im Kirchspiel liegt die Kirche „Helnæs Kirke“.